# 猿女君
猿女君（さるめのきみ・猨女君、猿女公）は、古代より朝廷の祭祀に携わってきたとされる一族。

## 概要
天神・天宇受売命を始祖としており、君を姓に持つ氏族とされる。
日本神話において天宇受売命が岩戸隠れの際に岩戸の前で舞を舞ったという伝承から、鎮魂祭での演舞や大嘗祭における前行などを執り行った猿女を貢進した氏族とされる。この名前は、天宇受売命が天孫降臨の際に猿田毘古神と応対したことにより、猿田毘古神の名を残すために邇邇芸命より名づけられたものであると神話では説明している。実際には、「戯（さ）る女」の意味であると考えられている。
本拠地は伊勢国と想定されるが、一部は朝廷の祭祀を勤めるために、大和国添上郡稗田村（現在の奈良県大和郡山市稗田町）に本拠地を移し、稗田氏を称した。
なお、『政事要略』巻八十四糺弾事二十四「伊賀国百姓解申進雑愁文事」には「右少史猿女副雄」という男性の官人や名前が記されている。
また、須須神社の社家は現在でも「猿女」姓を名乗っている。

## 考証
他の祭祀氏族が男性が祭祀に携わっていたのに対し、猿女君は女性、すなわち巫女として祭祀に携わっていた。それ故に他の祭祀氏族よりも勢力が弱く、弘仁年間には小野氏・和邇部氏が猿女君の養田を横取りし、自分の子女を猿女君として貢進したということもあったともされる。

### 異説
「蓋し神代記紀の猿女の話は神話に過ぎじ、小野氏が猿女を貢するは反って相当の理由ありしか」という意見もある。
実際は猿女君という氏族は存在せず、女官の称号であったとする説が存在するが、前述のように「右少史猿女副雄」という官人が確認できるため、この説は成り立たない。